# Cristóbal Molón
Pour plus de détails, voir Fiche technique et Distribution.
Cristóbal Molón est un long métrage d'animation espagnol en 3D sorti en 2006 en Espagne.

## Synopsis
En l'an 1512 du calendrier des insectes, un roi envoie une expédition sur la Lune, dirigée par Cristobal Molon...

## Fiche technique
- Titre : Cristóbal Molón
- Réalisation : Iñigo Berasategi et Aitor Arregi
- Scénario : Joanes Urkixo
- Production : Fernando Larrondo et Ricardo Ramón González
- Musique : Pascal Gaigne
- Pays :  Espagne
- Date de sortie : 
  - Espagne : 6 décembre 2006

## Doublage
- Anjel Alkain : Cristóbal Molón
- Idoia Sagarzazu : Carabix
- Kiko Jauregi : Pinzón
- Juan Carlos Loriz : Destruzzio
- Peio Artetxe : Aguantaloviu
- Paco Sagarzazu : Rodrigo
- Carlos Aguiriano : Da Chinchi
- Antonio Rupérez : Mandón
- Kandido Uranga : Boñigote